# 塞罗德拉普拉塔
塞罗德拉普拉塔是巴拿马贝拉瓜斯省卡尼亚萨斯区的一个城市，2010年是人口为1,594。 该市2000年时人口为3,563，1990年时人口为1,595。